# Аліреза Неджаті
Аліреза Неджаті (перс. علیرضا نجاتی; нар. 20 березня 1998, провінція Кум) — іранський борець греко-римського стилю, бронзовий призер чемпіонату світу, учасник Олімпійських ігор.

## Життєпис
Займається боротьбою з 2009 року. Перший тренер — Рухолла Мікаелі, нинішній тренер національної збірної Ірану.
У 2014 році став бронзовим призером чемпіонату світу серед кадетів. У 2016 році здобув бронзову медаль чемпіонату Азії серед юніорів. У 2018 став віце-чемпіоном Азії серед юніорів та бронзовим призером чемпіонату світу серед юніорів. У 2021 році здобув бронзову медаль чемпіонату світу серед молоді.
Має п'ятьох братів і одну сестру.

## Спортивні результати на міжнародних змаганнях

### Виступи на Олімпіадах
| Змагання                    | Збірна | Вагова категорія                 | Місце |
| --------------------------- | ------ | -------------------------------- | ----- |
| Літні Олімпійські ігри 2020 | Іран   | греко-римська боротьба, до 60 кг | 10    |

### Виступи на Чемпіонатах світу
| Змагання                        | Збірна | Вагова категорія                 | Місце  |
| ------------------------------- | ------ | -------------------------------- | ------ |
| Чемпіонат світу з боротьби 2019 | Іран   | греко-римська боротьба, до 60 кг | Бронза |

### Виступи на інших змаганнях
| Змагання                                         | Збірна | Вагова категорія                 | Місце  |
| ------------------------------------------------ | ------ | -------------------------------- | ------ |
| Клубний чемпіонат світу з боротьби 2018          | Іран   | команда                          | 6      |
| Кубок Тахті 2019                                 | Іран   | греко-римська боротьба, до 60 кг | Срібло |
| Турнір Г. Картозія і В. Балавадзе 2019           | Іран   | греко-римська боротьба, до 60 кг | Бронза |
| Київський Міжнародний турнір з боротьби 2021     | Іран   | греко-римська боротьба, до 60 кг | Золото |
| Міжнародний турнір Любомира Івановича-Гедзи 2021 | Іран   | греко-римська боротьба, до 67 кг | 7      |

### Виступи на змаганнях молодших вікових груп
| Змагання                                      | Збірна | Вагова категорія                   | Місце  |
| --------------------------------------------- | ------ | ---------------------------------- | ------ |
| Чемпіонат світу з боротьби серед кадетів 2014 | Іран   | греко-римська боротьба, до 42 кг   | Бронза |
| Чемпіонат Азії з боротьби серед юніорів 2016  | Іран   | греко-римська боротьба, до 50,0 кг | Бронза |
| Чемпіонат Азії з боротьби серед юніорів 2018  | Іран   | греко-римська боротьба, до 60 кг   | Срібло |
| Чемпіонат світу з боротьби серед юніорів 2018 | Іран   | греко-римська боротьба, до 60 кг   | Бронза |
| Чемпіонат світу з боротьби серед молоді 2021  | Іран   | греко-римська боротьба, до 63 кг   | Бронза |